# Empoasca hama
Empoasca hama är en insektsart som beskrevs av Delong och Caldwell 1934. Empoasca hama ingår i släktet Empoasca och familjen dvärgstritar. Inga underarter finns listade i Catalogue of Life.